# Kirsty Mitchell
Kirsty Loretta Mitchell, es una actriz británica conocida por haber interpretado a Sarah Chatwin en la serie The Royal Today, a Jodie Banks en River City y a Boudica en el documental de History Channel: Barbarians Rising.

## Biografía
Es hija de Billy y Loretta Mitchell.
Kirsty estudió en el "Central School of Ballet" donde se entrenó como bailarina de ballet en Londres.
Es buena amiga de la actriz inglesa Alison King.

## Carrera
En 1999 apareció en un comercial para la televisión del "KitKat Chunky".
En 2001 se unió al elenco de la miniserie Attila donde interpretó a Honoria, la hermana del emperador Valentiniano III (Reg Rogers).
En el 2003 se unió al elenco recurrente de la quinta temporada de la serie médica Holby City donde interpretó a la psiquiatra Anita Forbes.
Ese mismo año apareció como invitada en la serie Keen Eddie donde interpretó a Julie Mordant, una mujer condenada por robo y novia de Charlie White (Dylan Brown), en el episodio "Black Like Me".
En el 2005 se unió al elenco invitado de la séptima y última temporada de la serie Monarch of the Glen donde dio vida a Iona MacLean, una de las residentes de Glenbogle.
En 2006 se unió al elenco principal de la serie River City donde interpretó a Jodie Banks.
En 2008 apareció en la serie New Tricks donde interpretó a Katie Briers, una mujer que es hipnotizada y mientras se encuentra en trance mata a su esposo, durante el episodio "Magic Majestic" de la quinta temporada.
Ese mismo año se unió al elenco principal de la serie The Royal Today donde interpretó a la doctora Sarah Chatwin.
En el 2009 interpretó a Josie Hibbert durante el episodio "In the Know" de la serie policíaca The Bill, anteriormente había aparecido por primera vez en la serie en el 2007 donde dio vida a Stacey Jackson en el episodio "Pride Before a Fall".
En el 2010 prestó su voz para el personaje de la programadora rusa Natalya Simonova en el videojuego GoldenEye 007. El papel de Natalya fue interpretado por la actriz sueca Izabella Scorupco en la película GoldenEye 007.
En el 2011 apareció en la serie Case Histories donde dio vida a Josie Brodie, la exesposa del investigador privado Jackson Brodie (Jason Isaacs).
El 8 de octubre de 2015 apareció como invitada en la serie Hollyoaks donde interpretó a Sadie Bradley, la exesposa del oficial de la policía Benjamin "Ben" Bradley (Ben Richards), hasta el 9 de octubre del mismo año, después de que su personaje se fuera de la villa al darse cuenta de que no quería regresar con ella.
En el 2016 se unió al elenco principal del documental Barbarians Rising donde dio vida a la reina guerrera de los icenos Boudica, quien dirigió a varias tribus britanas durante el mayor levantamiento en Britania contra la ocupación de los Romanos.
Ese mismo año apareció como personaje recurrente de la serie New Blood donde interpretó a la asesina Caroline.
En el 2017 se unirá al elenco de la película The Hitman's Bodyguard donde dará vida a Rebecca Harr.

## Filmografía

### Televisión
| Año  | Título                     | Personaje                   | Notas                            |
| ---- | -------------------------- | --------------------------- | -------------------------------- |
| 2016 | Barbarians Rising          | Reina Boudica               | 3 episodios - miniserie          |
| 2016 | New Blood                  | Caroline                    | 3 episodios                      |
| 2015 | You, Me and the Apocalypse | Reportera de "Nocturnapram" | episodio "Home Sweet Home"       |
| 2015 | Hollyoaks                  | Sadie Bradley               | 2 episodios                      |
| 2015 | Casualty                   | Gina Wilson                 | episodio "The Road Not Taken"    |
| 2011 | Case Histories             | Josie Brodie                | 4 episodios                      |
| 2011 | Silent Witness             | Charlotte "Lottie" Jenkins  | 2 episodios                      |
| 2009 | The Bill                   | Josie Hibbert               | episodio "In the Know"           |
| 2008 | New Tricks                 | Katie Briers                | episodio "Magic Majestic"        |
| 2008 | The Royal Today            | Dra. Sarah Chatwin          | 46 episodios                     |
| 2006 | River City                 | Jodie Banks                 | 33 episodios                     |
| 2006 | Mayo                       | Janet Reece                 | episodio # 1.4                   |
| 2005 | The Brief                  | Rachel Browning             | episodio "The Architect's Wife"  |
| 2005 | Monarch of the Glen        | Iona MacLean                | 6 episodios                      |
| 2005 | Doctors                    | Lauren Carnell              | episodio "For Love"              |
| 2005 | Dalziel and Pascoe         | Shannon Hayes               | 2 episodios                      |
| 2004 | Murphy's Law               | Det. Mel Kovacs             | episodio "Bent Moon on the Rise" |
| 2003 | Holby City                 | Dra. Anita Forbes           | 18 episodios                     |
| 2003 | Dinotopia                  | Voz de Yara                 | episodio "Night of the Wartosa"  |
| 2003 | Keen Eddie                 | Julie Mordant               | episodio "Black Like Me"         |
| 2003 | Rockface                   | Sarah                       | 4 episodios                      |
| 2003 | Grease Monkeys             | Larissa                     | episodio "The Drugs Don't Work"  |
| 2003 | In Deep                    | Gina Delaney                | 2 episodios                      |
| 2002 | The Pilot's Wife           | Muire Boland                | Telefilme                        |
| 2001 | Attila                     | Honoria                     | 2 episodios - miniserie          |
| 2000 | Headless                   | Anita Broom                 | -                                |
| 1997 | Soldier Soldier            | Michelle                    | episodio "Divided We Fall"       |

### Películas
| Año  | Título                       | Personaje             | Notas                                                                                                |
| ---- | ---------------------------- | --------------------- | --- |
| 2018 | Down a Dark Hall (Blackwood) | Ginny Gordy-Dabrowski | junto a AnnaSophia Robb, Uma Thurman, Isabelle Fuhrman, Rosie Day y Taylor Russell                   |
| 2017 | The Hitman's Bodyguard       | Rebecca Harr          | junto a Ryan Reynolds, Samuel L. Jackson, Gary Oldman, Elodie Yung, Salma Hayek y Joaquim de Almeida |
| 2017 | The Leisure Seeker           | Jennifer Ward         | junto a Donald Sutherland, Helen Mirren, Christian McKay, Janel Moloney, Dana Ivey y Dick Gregory    |
| 2000 | A Shot at Glory              | Kate McQuillan        | junto a Robert Duvall, Michael Keaton, Bill Murdoch, Scott Anderson y Cole Hauser                    |

### Videojuegos
| Año  | Título                                | Personaje                   | Notas                             |
| ---- | ------------------------------------- | --------------------------- | --------------------------------- |
| 2011 | El Shaddai: Ascension of the Metatron | Gabriel / Voces Adicionales | prestó su voz para los personajes |
| 2010 | GoldenEye 007                         | Natalya Simonova            | prestó su voz para el personaje   |
| 2017 | Xenoblade Chronicles 2                | Mòrag                       | prestó su voz para el personaje   |

### Productora
| Año  | Título                    | Notas                                                                                                 |
| ---- | ------------------------- | --- |
| 2009 | Everest: Beyond the Limit | miniserie / documental - episodio "One Last Breath" - productora 4 episodios - productora de locación |

## Premios y nominaciones
| Año  | Categoría                                 | Premio                                      | Nominación | Resultado |
| ---- | ----------------------------------------- | ------------------------------------------- | ---------- | --------- |
| 2011 | Outstanding Contribution to Entertainment | Johnnie Walker® Blue Label Great Scot Award | -          | Nominada  |